# Nord bei Nordwest – Der doppelte Lothar
Nord bei Nordwest – Der doppelte Lothar ist ein deutscher Fernsehfilm aus dem Jahr 2023. Es handelt sich um die dreiundzwanzigste Folge der ARD-Kriminalfilmreihe Nord bei Nordwest mit Hinnerk Schönemann, Jana Klinge und Marleen Lohse in den Hauptrollen. Regie führte Hinnerk Schönemann nach einem Drehbuch von Holger Karsten Schmidt.

## Handlung
Mehmet Ösker hat sich entschlossen in der Polizeistation Schwanitz ein Praktikum zu machen. Eigentlich wollte er gleich aktiv im Außendienst mitarbeiten, aber stattdessen soll er erst einmal alle alten Akten digitalisieren. Enttäuscht fügt er sich seinem Schicksal, darf dann aber doch am nächsten Tag mit in den Einsatz. Es findet sich auch gleich ein neuer Mordfall: Handelsvertreter Lothar Müller wurde gewaltsam zu Tode gebracht. Wie sich schon bald herausstellt, hatte das Opfer ein Doppelleben geführt. Sowohl in Schwanitz als auch in Travemünde, wo man ihn unter Namen Lothar Meier kannte, hatte er eine Familie. Beide Frauen werden unabhängig voneinander befragt, um herauszufinden, wo das Tatmotiv zu finden sein könnte. So wie es aussieht, war er ein vorbildlicher Familienvater und sich zwischen zwei Frauen nicht entscheiden zu können, kann Hauke Jacobs sehr gut nachvollziehen.
Nachforschen ergeben, dass Lothar M. 2012 sein Doppelleben begonnen hat, vorher war er nur in Schwanitz gemeldet. Jacobs vermutet hinter der zweiten Identität einen geheimen Grund und so wendet er sich an Reimar Vogt, der nach seiner aktiven Zeit als Geheimagent nun im Ruhestand ist. Vogt bestätigt Jacobs Vermutung und verweist auf den russischen Auslands-Geheimdienst. 2014 und 2018 sei ein Akteur in Erscheinung getreten, den der BND nicht ermitteln konnte. Ein Zusammenhang mit der Person Lothar M. wäre daher denkbar. Kontaktmann der Russen war seiner Zeit Maxim Romanow. Dadurch wird auch offensichtlich, dass Lothar M. seine spätere Ehefrau Lisa Meier ganz gezielt kennenlernen wolle/sollte. Sie ist Mitarbeiterin in einem Institut und so hatte er sich über sie geheime Unterlagen verschaffen können und diese an die Russen weitergeleitet. Nun scheinen die Russen wieder da zu sein und wollen wieder Material. Nachdem Lothar es ihnen nicht gegeben hatte, wurde er ermordet und nun versuchen es die Männer bei Lisa Meier direkt. Sie entführen ihren kleinen Sohn Finn und setzten seine Mutter damit unter Druck. Unter Anleitung von Reimar Vogt, der sich noch immer gut mit Verfahrensweisen des Geheimdienstes auskennt, kopiert Lisa Meier die geforderten Unterlagen und kann so aktiv bei der Festnahme von Maxim Romanow mithelfen. Hauke Jacobs und Hanna Wagner befreien parallel dazu Finn aus den Händen von Romanows Komplizen Alexander Petrow. Dabei kommt ihnen Jule Christiansen zu Hilfe, die seit kurzem das Bogenschießen für sich als Sport entdeckt hat und so Petrow außer Gefecht setzen kann.

## Hintergrund
Nord bei Nordwest – Der doppelte Lothar wurde vom 7. Februar bis zum 7. März 2023 in Travemünde mitsamt der Halbinsel Priwall, auf der Insel Fehmarn sowie in Hamburg und Reinbek gedreht. Der Film ist der zweite der Reihe, bei dem Hauptdarsteller Hinnerk Schönemann Regie führte.
Peter Prager hat nach einem Schlaganfall in dieser Episode noch einmal einen Gastauftritt als Reimar Vogt.

## Rezeption

### Einschaltquote
Die Erstausstrahlung von Nord bei Nordwest – Der doppelte Lothar am 11. Januar 2024 im Ersten erreichte 8,08 Millionen Zuschauer und damit einen Marktanteil von 29,7 Prozent.

### Kritik
Rainer Tittelbach von tittelbach.tv schreibt: „‚Der doppelte Lothar‘ (ARD / triple pictures), das klingt nach den Filmtiteln, die der MDR seinem ‚Tatort‘ aus Weimar gegeben hat. Diese 22. ‚Nord bei Nordwest‘-Episode, bei der Hinnerk Schönemann zum zweiten Mal hoch engagiert und launig verspielt Regie geführt hat, beginnt denn auch ziemlich schräg, bevor das Doppelleben-Motiv zwangsläufig ein Zwischen-Spiel über Ehe, Monogamie und Selbstverwirklichung eröffnet. In der zweiten Hälfte wandelt sich das Hinterbliebenen-Drama mit angenehm ernsthafter Opfer-Betreuung in einen spannenden Agentenkrimi. Wird da auch viel Geheimdienst-Geschwurbel zu dialogreich präsentiert: Auf der Zielgeraden geht es dann gewohnt physisch zur Sache.“
Für Evangelisch.de wertete Tilmann P. Gangloff: „Schönemann [hat als Regisseur] dem Krimi einen unaufdringlichen Siebzigerjahre-Look gegeben, was sich unter anderem in Frisuren und Koteletten äußert. Sehr sympathisch ist auch die Idee, die Handlung mehrfach durch flotte Schnittsequenzen voranzutreiben. Herausragend ist nicht zuletzt die abwechslungsreiche Musik von […] typischen Küstenmelodien bis zu Hollywood-Klängen à la Oceans’ Eleven. Die Basis aller guten Filme ist jedoch stets ein gutes Drehbuch; wie Schmidt die doppelte Familientragödie unmerklich in einen Agenten-Thriller mit angemessen spannendem Finale verwandelt, ist hohe Krimikunst.“
Das Fernsehmagazin TV Spielfilm meint: „Jule mit Pfeil und Bogen, Mehmet in Polizeiuniform, eine Autoverfolgung auf der Landkarte. Als Regisseur lässt sich Hinnerk Schönemann einige nette Überraschungen einfallen. Inklusive eines Wiedersehens mit Peter Prager alias Reimar Vogt, Vater von Hannahs Vorgängerin Lona.“
Oliver Armknecht von film-rezensionen.de meinte: Der Film „beginnt als Familiendrama, bei dem es um das Doppelleben eines Bigamisten geht. Später wandelt sich das zu einem verkomplizierten Spionagethriller, bei dem sich die Ereignisse überschlagen. Richtig überzeugend ist dieser Gemischtwarenladen nicht. Dafür ist er weniger austauschbar als der Vorgängerfilm.“ Und mit Mehmet Ösker (Cem Ali Gültekin) „kommt auch wieder Humor in die ansonsten recht düstere Geschichte.“
Bei Prisma.de schrieb Elisa Eberle: Es „ist eine ungewöhnliche Geschichte, bei der man leicht den Überblick verliert. Eine zentrale Rolle (so viel sei verraten) wird dabei der ehemalige Geheimagent Reimar Vogt spielen: Es ist der erste Auftritt von Schauspieler Peter Prager nach zwei Schlaganfällen.“